# Ildo Sauer
Ildo Luís Sauer (Campina das Missões, 1954) é um professor universitário brasileiro e, desde 2011, diretor do Instituto de Energia e Ambiente da Universidade de São Paulo É especialista na área de energia, com ênfase em organização da indústria de energia e organização da produção e apropriação social da energia, atuando principalmente nos seguintes temas: planejamento energético, modelos de demanda e recursos e oferta de energia, uso racional de energia, avaliação e desenvolvimento de recursos, produção descentralizada de energia, regulação e controle, políticas energéticas, análise econômica, histórica e social da evolução das formações sociais e apropriação da energia (do petróleo e gás natural, bioenergia, nuclear, eólica e hidráulica).
Graduado em Engenharia Civil  pela Universidade Federal do Rio Grande do Sul (1977), é  mestre em Engenharia Nuclear e Planejamento Energético pela Universidade Federal do Rio de Janeiro (1981), doutor em Engenharia Nuclear pelo Massachusetts Institute of Technology (1985) e livre docente pela Universidade de São Paulo (2004), da qual é professor titular. Foi Coordenador de Pesquisas (1994 e 1995) e Coordenador do Programa Interunidades de Pós-gradução em Energia (1999 - 2003) e, concomitantemente, Presidente da Comissão de Pós-graduação. Foi também Diretor da Divisão de Ensino e Pesquisa e Coordenador do Programa de Pós-graduação em Energia até 2011. Foi Diretor do Instituto de  Energia e Ambiente (IEE), com mandato a partir de 1º de junho de 2011 até 31 de maio de 2015  e Vice-Diretor do mesmo Instituto no período de 20 de agosto de 2015 a 19 de agosto de 2019.
Licenciou-se da USP entre 31 de janeiro de 2003 e 24 de setembro de 2007,  para exercer o cargo de Diretor Executivo da Petrobras,  tendo sido responsável pela Área de Negócios de Gás e Energia. Nesse período, consolidou e expandiu os segmentos de gás natural, de fontes renováveis, de biocombustíveis e de geração e comercialização de energia elétrica. Ainda na Petrobras, foi Secretário Executivo do CONPET  - Programa Nacional da Racionalização do Uso dos Derivados do Petróleo e do Gás Natural , diretor da Petrobras Energía Participaciones S.A. e diretor da Petrobras Energía S.A. 
Ildo Sauer publicou vários artigos em periódicos internacionais e é co-autor ou organizador de quatro livros, além de ter contribuído com capítulos de outros nove livros. Também é autor ou co-autor de dezenas de trabalhos publicados em anais de congressos científicos.

## Livros publicados
- A reconstrução do setor elétrico brasileiro (organizador).  São Paulo/Campo Grande: Paz e Terra/Editora da UFMS, 2003
- Seminário de Avaliação do Projeto de Implantação de Estações de Tratamento das Águas do Rio Pinheiros e Venda de Energia Adicional a ser Produzida pela UHE Henry Borden (organizador, com GONÇALVES JR, Dorival; CARVALHO, Maria Odette Gonçalves de ; MERCEDES, S. S. P. ; RONDANI, M.M.H. ; VIEIRA, José Paulo).  São Paulo: Instituto de Eletrotécnica e Energia da USP, 2001
- A Privatização da CESP: Consequências e Alternativas (com VIEIRA, José Paulo ; PAULA, Claudio Paiva de) 2ª  ed. Campo Grande: Editora da UFMS, 2000.
- A Exploração do Potencial Hidrelétrico da Amazônia  (organizador, com GALVÃO, Luiz Claudio Ribeiro; CORREIA, James Silva Santos ) São Paulo: EPUSP, 1993.
- A Core Reload Pattern and Composition Optimization Methodology for Pressurized Water Reactors (com DRISCOLL, Michael J .) Cambridge, Massachusetts: Massachusetts Institute of Technology, 1985.